# Церковь Казанской иконы Божией Матери (Августов)
Храм Казанской иконы Божией Матери — несохранившийся в настоящее время православный храм в городе Августов (совр. Польша). Впервые упоминается в 1569 году. Окончательно разрушен после 1938 года.

## История

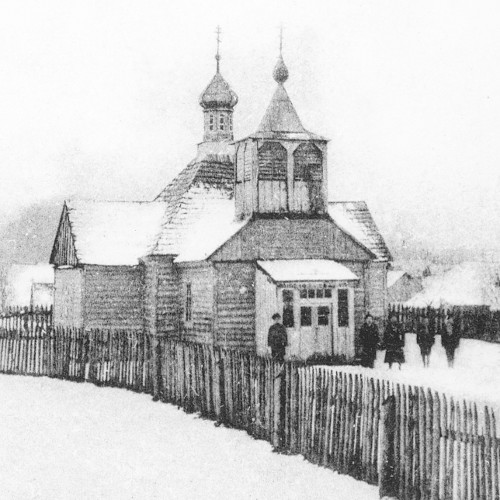
Фото 1914 года

Первое упоминание о православном приходе в Августове относится к 1553 году.
Деревянный храм в честь Богоматери был основан в городе королём Сигизмундом II Августом в 1569 году и располагался на берегу реки Нетта на углу Русской и Козьей улиц.
В 1596 году после принятия приходом храма унии (Брестская уния), стала униатской и оставалась таковой до упразднения униатской епархии в 1875 году.
Храм представлял собой небольшое квадратное в плане деревянное строение под двускатной крышей. Над входом находилась небольшая звонница с главкой с крестом и небольшим колоколом. Одновременно в храме помещалось 49 человек.
С 25 апреля 1877 года официально передана православному приходу.
С развитием города рос и православный приход. В 1879 году храм перестроили по плану архитектора И. П. Залесского и освятили в честь Казанской иконы Божией Матери. Над старой частью храма соорудили купол, пристроили алтарь, 2 боковых пристройки и паперть с колокольней. Обновлённый храм мог вмещать уже до трёхсот прихожан.
Тем не менее, для разросшегося к тому времени города, этого всё равно не хватало, и было принято решение о строительстве ещё одного городского храма — Храма Святых Апостолов Петра и Павла.
В 1915 году после эвакуации православного населения церковь была брошена. Занявшие город немецкие войска устроили в ней кузницу.
В последующее время храм находился в ветхом состоянии и после 1938 года было снесён.